# 瓜达尔基维尔河

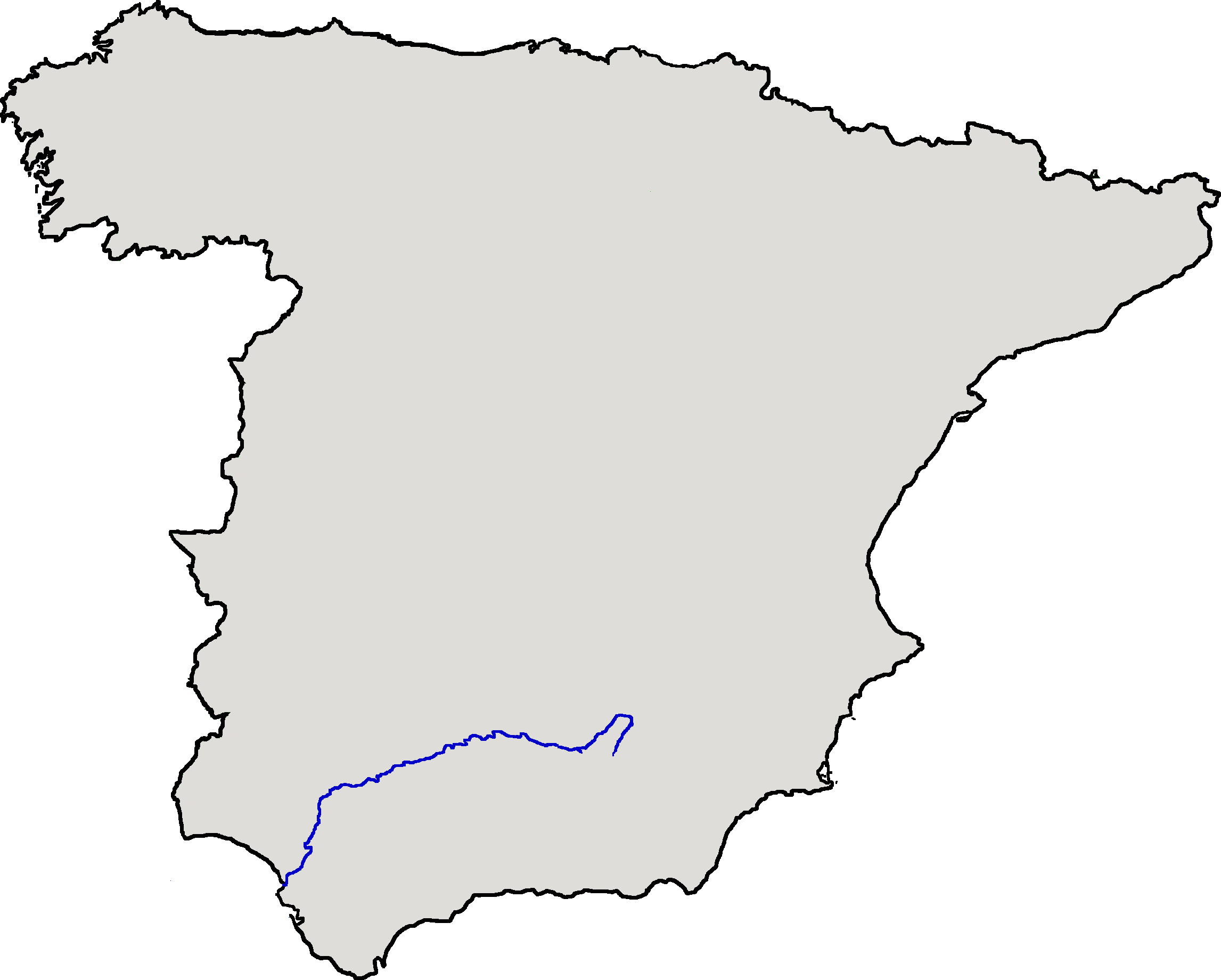
瓜达尔基维尔河在西班牙的位置

瓜达尔基维尔河是西班牙的第五长河（仅次于塔古斯河和埃布罗河），也是安达卢西亚自治区境内的第一长河。它的名字源于阿拉伯语阿尔-瓦德-阿尔-卡比尔（音译al-Wadī al-Kabīr），意为“大河”。在阿拉伯人征服之前，这条河的名字是巴埃提斯河，罗马帝国在西班牙的行省巴埃提卡行省即以此河命名。
瓜达尔基维尔河全长657公里，流域面积约58,000平方公里。它发源于哈恩省境内的卡索拉山脉，流经科尔多瓦和塞维利亚两大城市，在桑卢卡尔-德巴拉梅达附近的小渔村注入加的斯湾。河流入海口处的湿地构成了多尼亞納國家公園自然保护区。
瓜达尔基维尔河是西班牙境内唯一可以通航的大河。在罗马帝国时代，直到科尔多瓦的水道都可以通行；现在的通航段只到塞维利亚。

## 图片

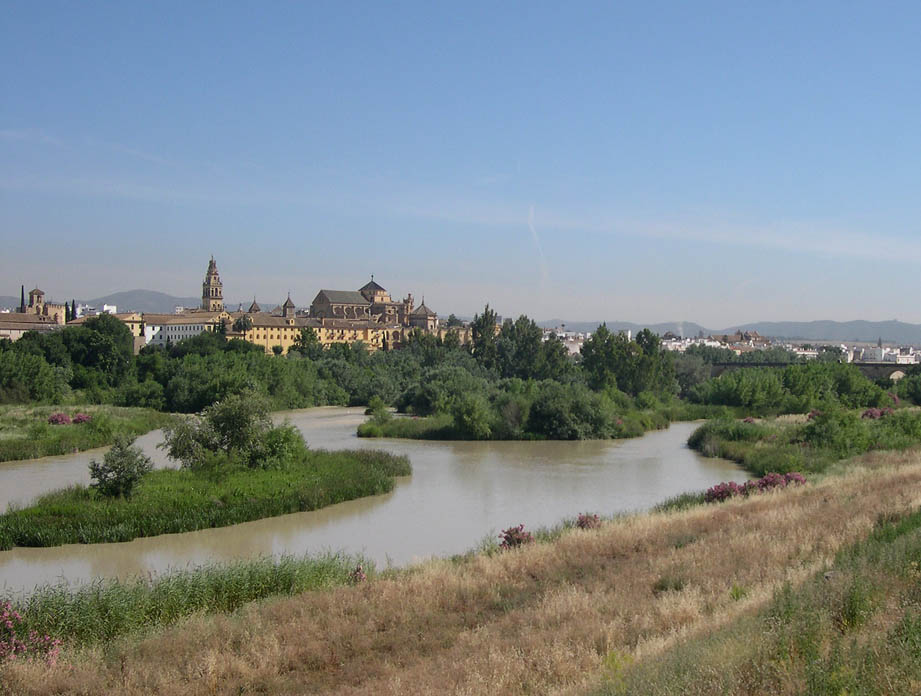
科尔多瓦河段
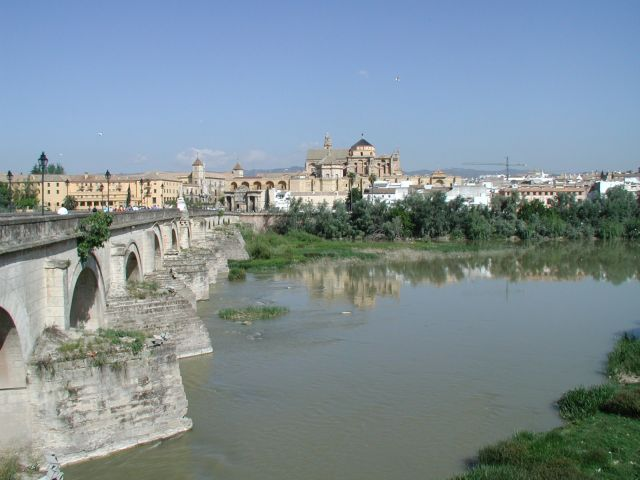
科尔多瓦河段上的古罗马桥梁
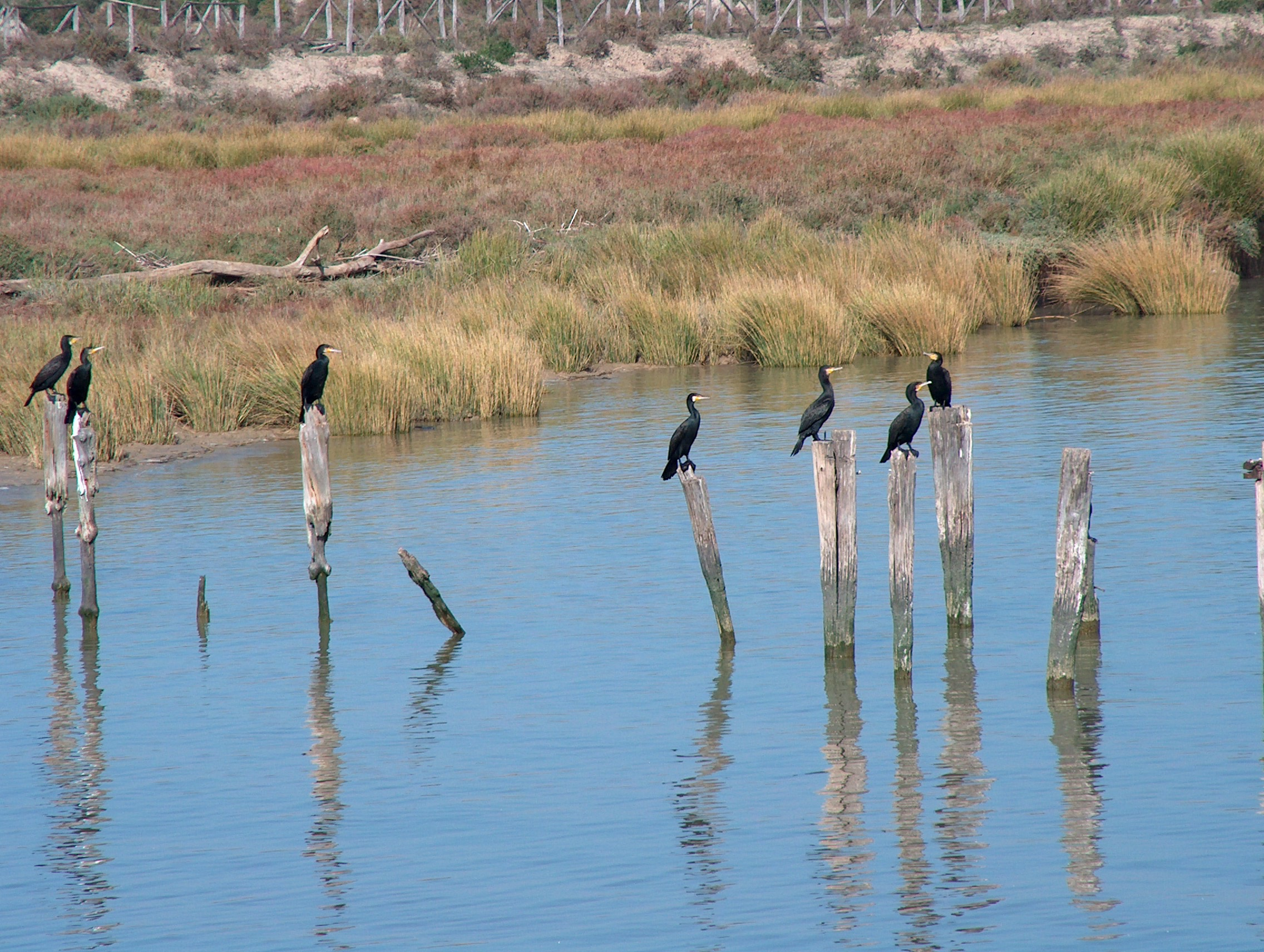
多尼亚纳国家公园